# Harmonix Music Systems
 (octobre 2019).
Si vous disposez d'ouvrages ou d'articles de référence ou si vous connaissez des sites web de qualité traitant du thème abordé ici, merci de compléter l'article en donnant les références utiles à sa vérifiabilité et en les liant à la section « Notes et références ».
Harmonix Music Systems, aussi appelée Harmonix, est une société américaine de développement de jeux vidéo fondée en 1995. Elle est principalement connue pour avoir créé Rock Band ainsi que les premières versions de Guitar Hero.

## Histoire
Harmonix est un studio de développement de jeux vidéo indépendant qui appartient au fonds d'investissement Columbus Nova depuis le 28 décembre 2010.
Viacom avait acheté Harmonix pour 133 millions d'euros en 2006 et l'a revendu pour 152 millions d'euros fin 2010.

## Jeux développés
- Frequency (2001)
- Amplitude (2003)
- Karaoke Revolution (2003)
- Karaoke Revolution Vol. 2 (2004)
- Karaoke Revolution Vol. 3 (2004)
- EyeToy: AntiGrav (2004)
- Karaoke Revolution Party (2005)
- Guitar Hero (2005)
- Karaoke Revolution (2006)
- Guitar Hero II (2006)
- Guitar Hero: Rocks the 80s (2007)
- Phase (2007)
- Rock Band (2007)
- Rock Band 2 (2008)
- Rock Band Unplugged (2009)
- The Beatles: Rock Band (2009)
- Lego Rock Band (2009)
- Green Day: Rock Band (2010)
- Dance Central (2010)
- Rock Band 3 (2010)
- VidRhythm (2011)
- Dance Central 2 (2011)
- Rock Band Blitz (2012)
- Dance Central 3 (2012)
- Dance Central 4 (2013)
- Fantasia: Music Evolved (2014)
- Rock Band 4 (2015)
- Audica (2019)
- Fuser (2020)